# Orinus kokonorica
Orinus kokonorica là một loài thực vật có hoa trong họ Hòa thảo. Loài này được (K.S.Hao) Keng mô tả khoa học đầu tiên năm 1957.